# SBK Records
SBK Records fue una compañía discográfica estadounidense formada en 1988 por Stephen Swid, Martin Bandier y Charles Koppleman, la cual funcionó hasta 1995 debido a la enorme quiebra que pasaba la discográfica en aquel año.
SBK Records era parte de Universal Music Group, después de su cese en 1995, Capitol Music Group adquirió parte de los derechos de sus grabaciones, y también EMI Music Group.

## Algunos artistas de la discográfica
- Andreas Vollenweider
- Anne Murray
- Chynna Phillips
- Debbie Gibson
- Jon Secada
- Slowdive
- Tasmin Archer
- Technotronic
- Vanilla Ice
- Ya Kid K (Technotronic)
- The Pointer Sisters

- Datos: Q2511544
- Multimedia: SBK Records / Q2511544